# Joseph Marcell
Joseph Marcell (Castries, Santa Lucía, 18 de agosto de 1948) es un actor británico, más conocido por su papel del mayordomo Geoffrey Butler en la comedia televisiva de NBC El Príncipe de Bel-Air, donde participó en las seis temporadas que se mantuvo el show al aire (1990-1996).

## Biografía
Marcell nació en Castries, la capital de la isla caribeña de Santa Lucía (en ese entonces un protectorado británico) en 1948. En 1957, se mudó junto a su familia a Londres, Reino Unido cuando tenía nueve años, donde vivió la mayor parte de su vida. Estudió teatro y ciencias en la universidad, y finalmente tomó cursos de expresión y danza en el Royal Central School of Speech and Drama de la Universidad de Londres.

## Carrera
Como miembro de la Royal Shakespeare Company, apareció en producciones de Othello y A Midsummer Night's Dream. También ha aparecido a menudo en la televisión británica y en largometrajes.
Es miembro del consejo del Globe Theatre en Londres, donde participó en una producción nacional de Much Ado About Nothing, de Shakespeare. En julio de 2017, Marcell comenzó los ensayos como Titus Andronicus para La Grande Shakespeare Company en La Grande, Oregón.

## Vida personal
Marcell creció en el barrio de Peckham, al sur de Londres. Ha estado casado dos veces. Su primer matrimonio fue en 1975 con Judith M. Midtby; de la que finalmente se divorció. Su segunda esposa es Joyce T. Walsh, con quien ha estado casado desde 1995. Marcell tiene dos hijos: Ben y Jessica Marcell. Actualmente vive en Banstead, Surrey.

## Filmografía

### Cine
- Flying Away, 1988
- Cry Freedom, 1987 (Moses)
- El niño que domó el viento, 2019
- El Exorcismo de Dios, 2022
- Un extraño en nuestra cama, 2022

### Televisión
| Año       | Título                         | Papel               |
| --------- | ------------------------------ | ------------------- |
| 1974      | Antony and Cleopatra           | Eros                |
| 1978      | Empire Road                    | Walter Isaacs       |
| 1980      | The Professionals              | Nero                |
| 1983      | Rumpole of the Bailey          | Freddy Ruingo       |
| 1985      | Juliet Bravo                   | Bold                |
| 1987      | Playing Away                   |                     |
| 1987      | Cry Freedom                    | Moses               |
| 1988      | Doctor Who                     | John                |
| 1989      | Boon                           | Charlie Fowkes      |
| 1990      | Desmond's                      | Matthew McFarlane   |
| 1990–1996 | The Fresh Prince of Bel-Air    | Geoffrey Butler     |
| 1992      | EastEnders                     | Adrian Bell         |
| 1993      | David Copperfield              | Mr. Micawber (voz)  |
| 1994      | Sioux City                     | Dr. Darryl Reichert |
| 1997      | Living Single                  | Reese               |
| 1998      | In the House                   | Ministro            |
| 1998      | The Bill                       | Vernon Johnson      |
| 1998      | Brothers and Sisters           | Pastor Gittens      |
| 2003–2004 | The Bold and the Beautiful     | Hudson              |
| 2006      | EastEnders                     | Aubrey Valentine    |
| 2007      | Rough Crossings                | David George        |
| 2008      | Holby City                     | Carl Webster        |
| 2008      | A Touch of Frost               | Joshua Ray          |
| 2014      | Death in Paradise              | Alexander Jackson   |
| 2019      | The boy who harnessed the wind | Chief Wimbe         |
| 2020      | Ratched                        | Len Bronley         |